# Статут Айоны
Статут Айоны (англ. Statute of Iona) — соглашение, в 1609 г. навязанное королём Яковом VI девяти вождям горных кланов Шотландии (Макдональдам, Маккуарри, Макфи и другим). Соглашение было подписано на острове Айона у западного побережья Шотландии после карательной экспедиции лорда Охилтри на Гебридские острова в 1608 г.
Подписанием статута Айоны вожди кланов принесли присягу повиновения королю Шотландии и шотландским законам. В соглашении запрещались многие вещи, составлявшие суть гэльской культуры. В частности предписывалось изгнать бродячих музыкантов, которые путешествовали по Ирландии и Шотландии, восхваляя вождей кланов, так как по мнению Якова их песни напоминали людям о вражде между кланами.
Также было запрещено ношение огнестрельного оружия, пьянство и продажа вина и виски. Вождям кланов предписывалось обучать старших сыновей, своих преемников, английскому языку. Этот пункт соглашения был опасен тем, что будущие вожди клана утрачивали связь с собственной культурой.  Кроме того на лидеров кланов возлагалась персональная ответственность за поддержание порядка и следование законам королевства членами их кланов.
Статут Айоны стал важным этапом в многовековой борьбе королей Шотландии за включение горных регионов страны в единую государственную структуру Шотландии и ликвидацию автономии гэльских регионов страны. Вслед за статутом Айоны последовали еще более жесткие меры королевской власти: в 1610 г. была введена личная отчетность вождей кланов перед королевским советом, а в 1616 г. запрещено приобретать собственность на Гебридах лицам, не владеющим английским языком.